# Carlo Maccari
Carlo Maccari (* 13. Januar 1913 in Cantone di Parrano, Provinz Terni, Italien; † 17. April 1997) war Erzbischof von Ancona-Osimo.

## Leben
Carlo Maccari empfing am 6. Dezember 1936 das Sakrament der Priesterweihe.
Am 10. Juni 1961 ernannte ihn Papst Johannes XXIII. zum Titularbischof von Emmaüs und bestellte ihn zum Generalassessor der Katholischen Aktion in Italien. Der Pro-Kardinalvikar des Bistums Rom, Luigi Kardinal Traglia, spendete ihm am 29. Juni desselben Jahres die Bischofsweihe; Mitkonsekratoren waren der Erzbischof von Siena, Ismaele Mario Castellano OP, und der Weihbischof in Rom, Ettore Cunial. Am 31. Oktober 1963 ernannte ihn Papst Paul VI. zum Bischof von Mondovì und verlieh ihm zugleich den persönlichen Titel eines Erzbischofs. 
Paul VI. bestellte ihn am 5. August 1968 zum Erzbischof von Ancona und Numana. Carlo Maccari wurde am 28. September 1972 zudem Bischof von Osimo und Cingoli. Am 30. September 1986 wurde Maccari Erzbischof des neu geschaffenen Erzbistums Ancona-Osimo. Papst Johannes Paul II. nahm am 1. Juli 1989 das von Carlo Maccari aus Altersgründen vorgebrachte Rücktrittsgesuch an.  
Carlo Maccari nahm an allen vier Sitzungsperioden des Zweiten Vatikanischen Konzils teil.